# Первомайський (Благоварський район)
Первома́йський (рос. Первомайский, башк. Первомайск) — село (в минулому селище) у складі Благоварського району Башкортостану, Росія. Адміністративний центр Первомайської сільської ради.
Населення — 970 осіб (2010; 955 в 2002).
Національний склад:
- росіяни — 40 %
- башкири — 33 %